# Wojciech Szczęsny
Wojciech Tomasz Szczęsny (pronunciado /voichej shchémsni/; Varsovia, 18 de abril de 1990) es un futbolista polaco que juega de guardameta en el F. C. Barcelona de la Primera División de España.

## Trayectoria

### Inicios
Wojciech Szczęsny nació en Varsovia y es hijo del guardameta Maciej Szczęsny, que destacó en las filas del Legia de Varsovia y en la selección polaca en los años 1990. Su hermano, Jan, juega de portero para el Gwardia Varsovia de la séptima división de Polonia, club donde estuvo su padre. Antes de jugar a fútbol, practicaba el baile de salón y era bueno en el lanzamiento de jabalina. Comenzó a jugar a fútbol en 2005 en las filas del Agrykola Warszawa, un club juvenil de la ciudad, donde pronto llamó la atención de clubes superiores. Con 15 años, el preparador de porteros del Legia de Varsovia, Krzysztof Dowhań, le convenció para que entrenara con ellos. Szczęsny formó parte del Legia, pero nunca jugó en el primer equipo.

### Arsenal

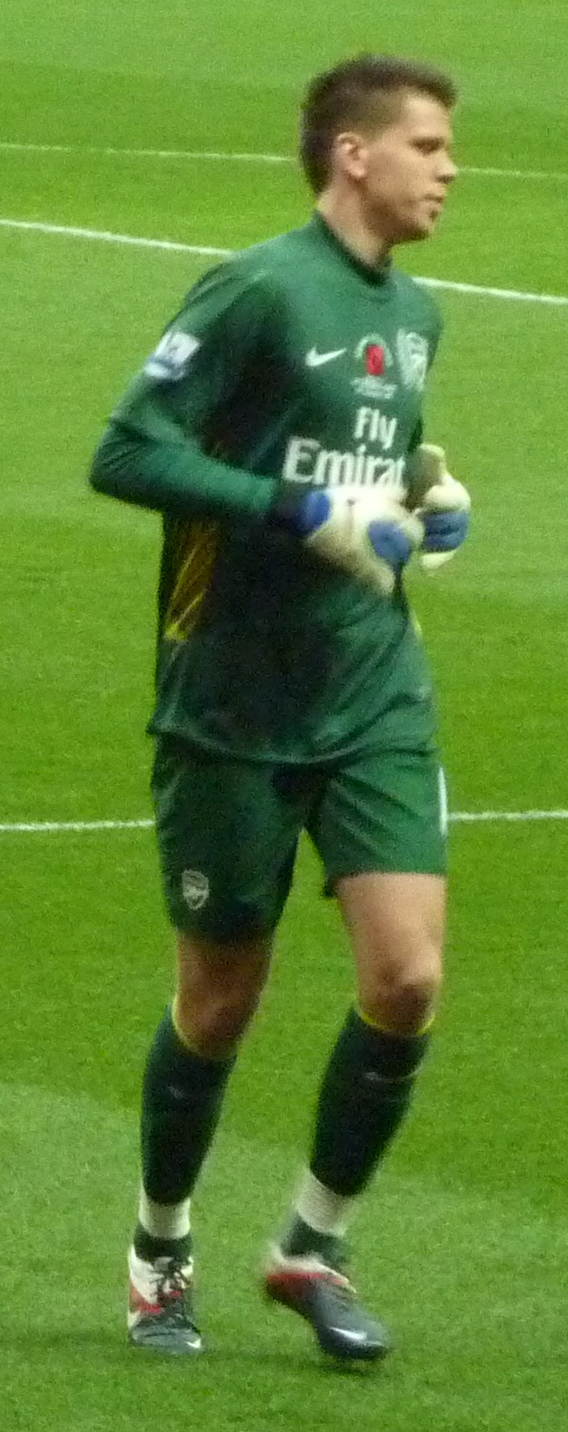
En un encuentro de la Premier League.

En 2006 Szczęsny se marchó a Londres e ingresó en el programa de futbolistas juveniles del Arsenal de Inglaterra. Con 18 años, fue convocado en el equipo de los reservas para la temporada 2008-09, y pudo entrenar con la primera plantilla en algunas ocasiones. Mientras entrenaba con artefactos pesados en el gimnasio en noviembre de 2008, perdió el equilibrio y se fracturó ambos antebrazos, estuvo fuera de la concentración por cinco meses.
Después de su recuperación recibió su primera convocatoria para un encuentro de la Premier League: fue el 24 de mayo de 2009 ante el Stoke City. A inicios de la temporada 2009-10, fue confirmado como miembro del primer equipo y se le asignó el dorsal 53. Jugó su primer partido el 22 de septiembre de 2009 frente al West Bromwich Albion en la Copa de la Liga.

### Brentford
Ya que su puesto estaba ocupado por Manuel Almunia, Łukasz Fabiański y Vito Mannone, el Arsenal lo prestó al Brentford de la Football League One (tercera categoría del fútbol inglés) el 20 de noviembre del mismo año. Aunque la cesión era en principio para un mes, se mantuvo como portero titular de esa formación hasta final de temporada.

### Regreso al Arsenal
Tras su cesión, se mantuvo como tercer portero del Arsenal y tuvo más oportunidades con el primer equipo. El 27 de octubre de 2010 mantuvo la portería imbatida en un partido de la Copa de la Liga frente al Newcastle United, que se saldó con una victoria por 0:4; ese encuentro sería su segundo partido oficial con el Arsenal. Su debut en la Premier League fue el 13 de diciembre de 2010 frente al Manchester United en Old Trafford ganándole el puesto a Almunia y Fabiański, debido a que ambos se encontraban lesionados. Gracias a las actuaciones consecutivas de Szczęsny por la Premier League, Wenger confirmó que el polaco permanecería como el guardameta titular.
El 16 de febrero debutó en la Liga de Campeones frente al Barcelona de local. Arsenal ganó 2 a 1 con Szczęsny siendo parte vital del triunfo. Sin embargo, no todo le fue bien al joven portero polaco. El 27 de febrero se produjo una acción bastante desafortunada frente al Birmingham en la final de la Copa de Liga. Tras un saque de arco de Ben Foster y un pivoteo de Nikola Žigić, el balón quedó botando en el área de los gunners. Koscielny pifió en el despeje y Szczesny, quien se encontraba muy cerca a la jugada, no pudo controlar el balón con sus manos. El balón le quedó servido a Obafemi Martins que anotó el gol del triunfo para el Birmingham, alargando así la sequía de títulos del Arsenal. El 8 de marzo, por la Champions frente a Barcelona, se dislocó un dedo en el minuto 19 y tuvo que ser reemplazado. Estuvo ausente por seis semanas pero siguió ocupando el puesto de titular cuando se recuperó.

#### Temporada 2011-12

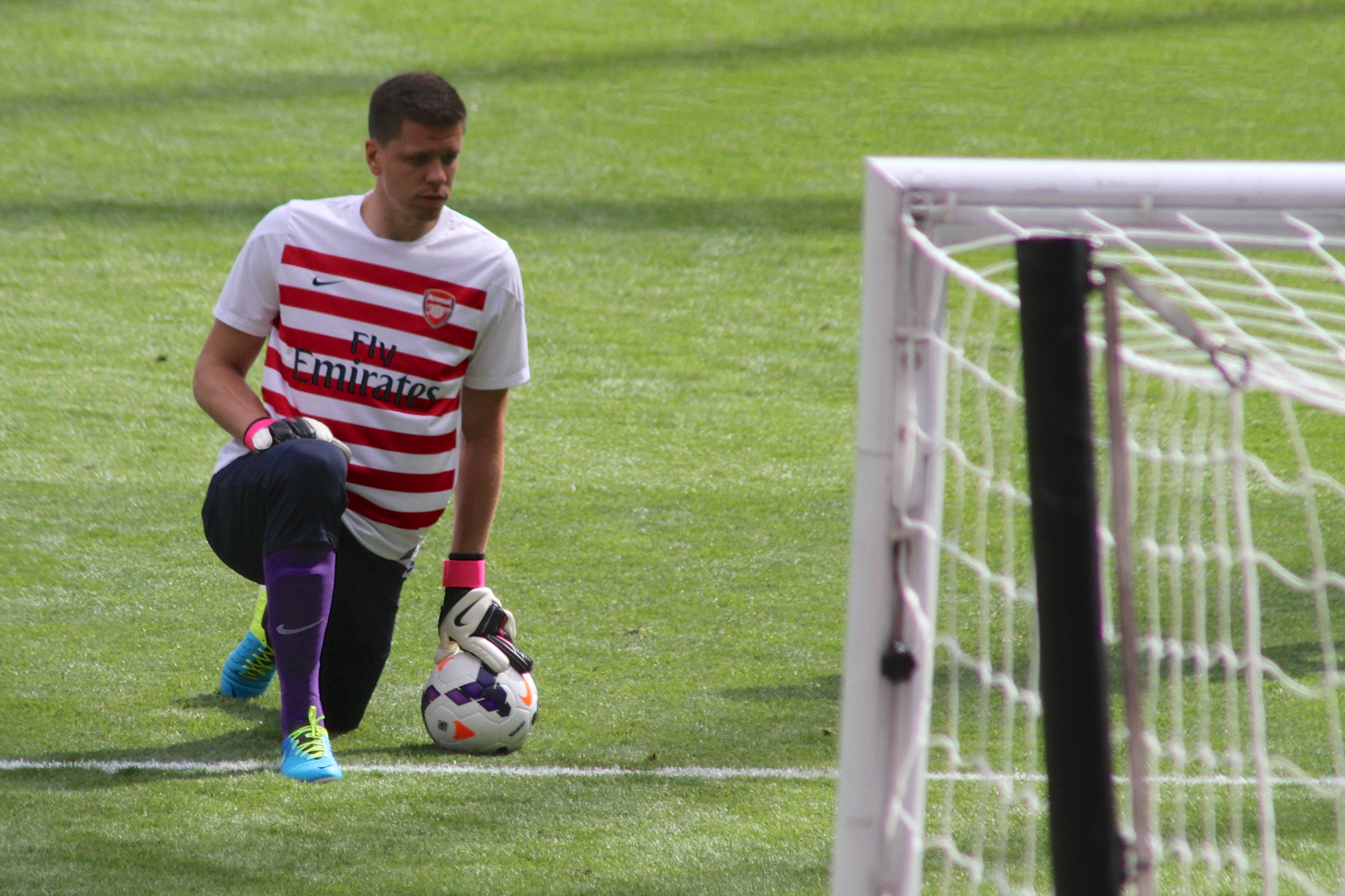
Calentando con el Arsenal.

Para la temporada 2011-12, recibió el dorsal número 13. Jugó en el primer encuentro de la Premier League frente al Newcastle que acabó sin goles. El 24 de agosto, tapó un penal vital a Antonio Di Natale a los 59 minutos en la ronda de clasificación para la Liga de Campeones. El Arsenal logró finalmente clasificar a la fase de grupos. También estuvo desde el arranque en la apabullante goleada por 8–2 frente al Manchester United en Old Trafford que resultó ser la peor goleada que recibió el Arsenal en la Premier League y la primera vez que concedían 8 goles en 115 años.
Pese a esto, no dejó el puesto de titular. El 26 de febrero el Arsenal se enfrentó al Tottenham, partido que finalizó 5-2 después de remontar un 0-2, fue vital en la remontada de los gunners. El 3 de marzo de 2012, salvó en varias ocasiones (incluido un penal y rebote) al Arsenal, contribuyendo en la victoria sobre el Liverpool en Anfield. Al final de la temporada, el Arsenal alcanzó el tercer lugar pese a resultados irregulares. Szczęsny jugó todos los partidos de liga y recibió 49 goles.

#### Temporada 2012-13
Tras la salida de Manuel Almunia del equipo londinense, recibió el dorsal número 1. Una lesión lo alejó de las canchas durante los primeros cotejos de la campaña, por lo que tuvo que dejar el puesto de titular a Vito Mannone. El 17 de noviembre de 2012, regresó en la victoria por 5-2 contra el Tottenham Hotspur. Su temporada estuvo marcada por altibajos, sin embargo se recuperó y finalizó la campaña como titular.

#### Temporada 2013-14
Continuó siendo la primera opción en el arco del Arsenal, pese a la llegada del argentino Emiliano Martínez. En su ausencia, atajó Łukasz Fabiański, que pese a sus buenas actuaciones, no le quitó el puesto de titular. Al final de la temporada, se llevó el premio al Guante de Oro de la Premier League junto a Petr Čech del Chelsea, por los 16 partidos sin encajar goles.

#### Temporada 2014-15
Su titularidad se vio discutida con la llegada del meta colombiano David Ospina; sin embargo, la lesión del exjugador del Niza luego del Mundial, no puso en riesgo su puesto por el momento. Szczęsny logró su segundo título con el Arsenal frente al Manchester City, cuando consiguieron la Community Shield, pero el 5 de enero de 2015 fue descubierto fumando en las duchas y cumplió una sanción dándole vía libre en el arco a David Ospina.

### A. S. Roma
Tras el fichaje de Petr Čech por el Arsenal se quedó sin sitio en el equipo londinense debido a que el club contaba también con David Ospina y decidió buscar una salida a otro equipo. Acabó cedido sin opción de compra en la Roma en el verano de 2015. Rápidamente se hizo con la titularidad en la portería giallorossa, disputando un total de 34 partidos de Serie A en los que encajó el mismo número de goles. El 4 de agosto de 2016, la Roma oficializó su préstamo por una temporada más. En su segundo año como giallorosso utilizó la camiseta número 1. Concluyó la campaña con 38 presencias y 38 goles encajados en la liga (manteniendo su arco en cero en 14 ocasiones).

### Juventus F. C.

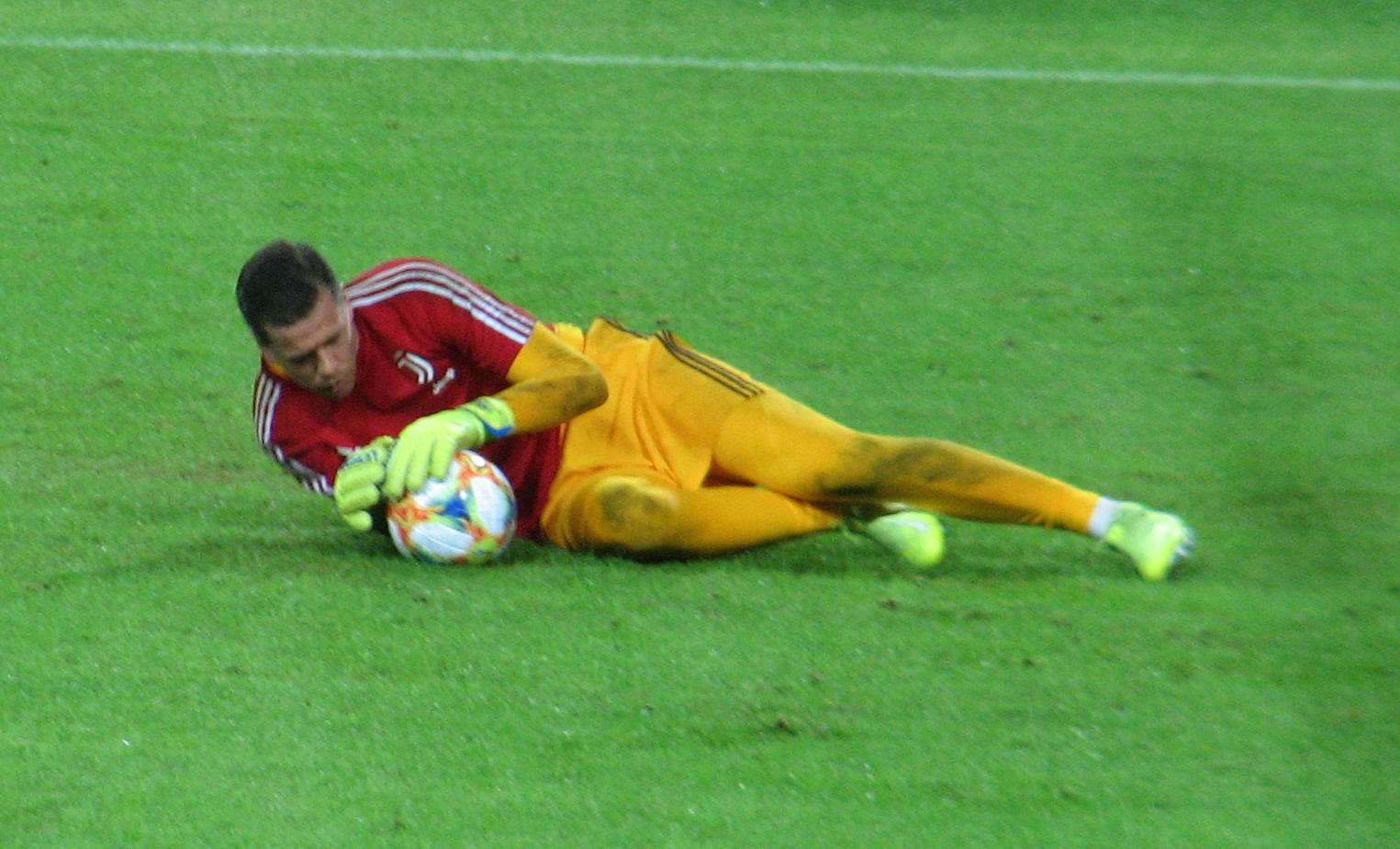
Calentando con la Juventus.

El 19 de julio de 2017 fue fichado por la Juventus de Turín por 12 millones de euros. Estuvo un total de siete temporadas en las que jugó 252 partidos, 200 de ellos en la Serie A. Durante ese periodo de tiempo ganó un total de ocho títulos: tres veces la Serie A, otras tres la Copa Italia y un par la Supercopa de Italia. En agosto de 2024, dos semanas después de dejar el club, anunció su retirada.

### F. C. Barcelona
A raíz de que Marc-André ter Stegen sufriera una lesión con el F. C. Barcelona, comenzaron rumores de que el club estaba interesado en ficharlo por una temporada, a pesar de que semanas antes había anunciado su retiro del fútbol. El 2 de octubre de 2024, el F. C. Barcelona anunció su fichaje. Durante las primeras semanas fue suplente de Iñaki Peña y no fue hasta el 4 de enero de 2025, coincidiendo con el primer partido que jugaban en la Copa del Rey, que hizo su debut ante la U. D. Barbastro sin encajar ningún gol. Desde entonces se hizo con la titularidad y encadenó veintidós partidos sin conocer la derrota. Ayudó al equipo a ganar los tres títulos nacionales y en una televisión polaca afirmó que le habían ofrecido renovar por dos años. Aceptó la propuesta y el 7 de julio se confirmó su continuidad hasta 2027.

## Selección nacional
Fue internacional por la selección de Polonia con la cual jugó en 84 ocasiones. Fue parte de los combinados sub-20 y sub-21. Su debut con este último fue en los partidos de clasificación para la Eurocopa Sub-21 de 2011. En septiembre de 2009 el entonces seleccionador Leo Beenhakker lo tuvo en cuenta para jugar dos encuentros de clasificación para el Mundial ante Irlanda del Norte y Eslovenia, pero finalmente no lo convocó.

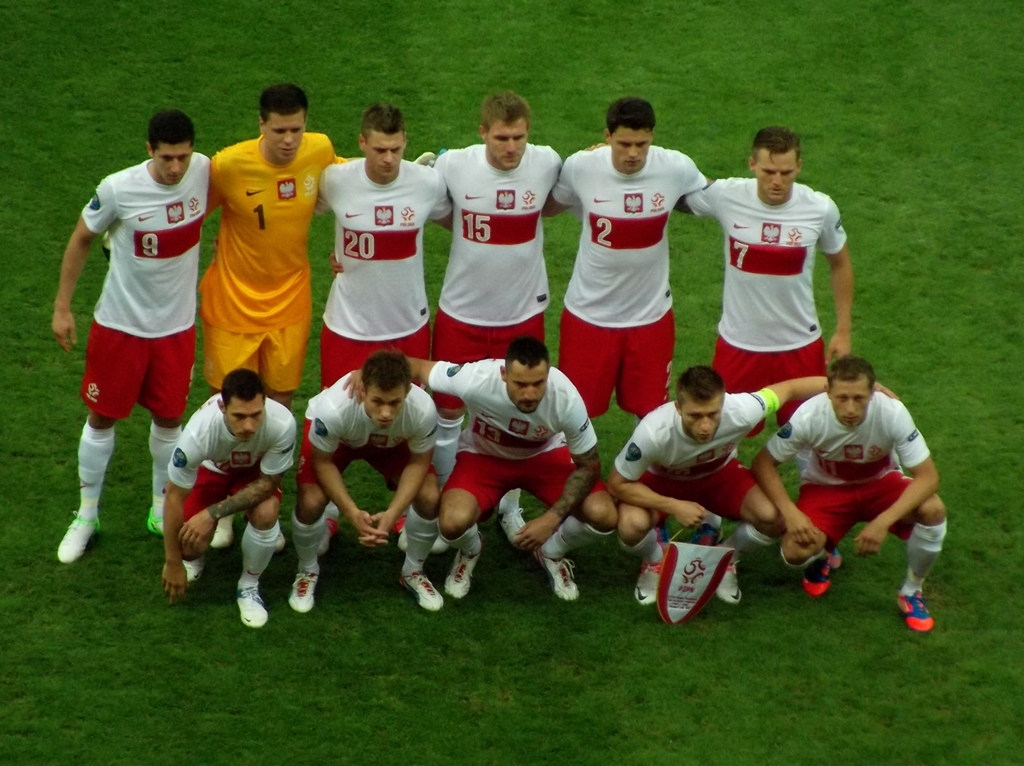
Con la selección polaca, antes de enfrentar a en la Eurocopa 2012.

En octubre de 2009 el nuevo seleccionador polaco, Franciszek Smuda, convocó a Szczęsny para dos amistosos ante Rumania y Canadá. Aunque no jugó en el primer encuentro, pudo debutar como internacional ante los canadienses el 18 de noviembre de 2009, sustituyendo a Tomasz Kuszczak. Tuvo una impresionante actuación frente a Alemania, el 6 de septiembre de 2011. El partido culminó 2-2. Sin embargo, Wojciech salvó en varias ocasiones a su seleccionado.
Llamado a ser el titular en el arco de Polonia para la Eurocopa 2012, fue expulsado en el partido inaugural frente a Grecia tras cometer una falta en contra de Dimitris Salpingidis. Su suplente Przemysław Tytoń tapó el penal y el partido finalizó 1 a 1. Wojciech no fue considerado para el tercer partido y Polonia se eliminó en primera fase. Fue el portero titular de Polonia en la última fecha de la clasificación para la Copa Mundial de 2014, partido que perdieron 2-0 ante Inglaterra en el Estadio de Wembley.
Fue el arquero titular de la selección de Polonia en la Copa Mundial de 2018, en la que tuvo una mediocre actuación y su selección quedó eliminada en la primera fase.
En noviembre de 2022 fue incluido en el equipo final para la Copa Mundial de la FIFA 2022 en Catar. El 26 de noviembre salvó un penal de Salem Al-Dawsari y otro rebote de Mohammed Al-Breik en la victoria por 2-0 sobre Arabia Saudita. El 30 de noviembre detuvo su segundo penalti de la Copa del Mundo contra Lionel Messi de Argentina, convirtiéndose en el tercer portero en la historia en detener dos penales en un torneo de la Copa del Mundo junto a Jan Tomaszewski (1974) y Brad Friedel (2002).[cita requerida] A pesar de una derrota por 2-0 contra este último, Polonia se clasificó para los octavos de final por delante de México por diferencia de goles, y sus dobles paradas contra Arabia Saudita resultaron cruciales para asegurarle a Polonia un lugar en los octavos de final. El equipo fue eliminado en la siguiente ronda, perdiendo 3-1 ante el futuro subcampeón Francia.

### Participaciones en Copas del Mundo
| Mundial                     | Sede   | Resultado        | Partidos | Goles encajados |
| --------------------------- | ------ | ---------------- | -------- | --------------- |
| Copa Mundial Sub-20 de 2007 | Canadá | Octavos de final | 0        | 0               |
| Copa Mundial de 2018        | Rusia  | Primera fase     | 2        | 5               |
| Copa Mundial de 2022        | Catar  | Octavos de final | 4        | 5               |

### Participaciones en Eurocopas
| Copa          | Sede              | Resultado        | Partidos | Goles encajados |
| ------------- | ----------------- | ---------------- | -------- | --------------- |
| Eurocopa 2012 | Polonia y Ucrania | Primera fase     | 1        | 1               |
| Eurocopa 2016 | Francia           | Cuartos de final | 1        | 0               |
| Eurocopa 2020 | Europa            | Primera fase     | 3        | 6               |
| Eurocopa 2024 | Alemania          | Primera fase     | 2        | 5               |

## Estadísticas

### Clubes
Actualizado al último partido disputado el 15 de mayo de 2025.
| Club                       | Div.          | Temporada     | Liga  | Liga  | Liga    | Copas nacionales | Copas nacionales | Copas nacionales | Copas internacionales | Copas internacionales | Copas internacionales | Total | Total | Total   |
| Club                       | Div.          | Temporada     | Part. | Goles | P. Inv. | Part.            | Goles            | P. Inv.          | Part.                 | Goles                 | P. Inv.               | Part. | Goles | P. Inv. |
| -------------------------- | ------------- | ------------- | ----- | ----- | ------- | ---------------- | ---------------- | ---------------- | --------------------- | --------------------- | --------------------- | ----- | ----- | ------- |
| Arsenal F. C. Inglaterra   | 1.ª           | 2009-10       | 0     | 0     | 0       | 1                | 0                | 1                | 0                     | 0                     | 0                     | 1     | 0     | 1       |
| Brentford F. C. Inglaterra | 3.ª           | 2009-10       | 28    | 29    | 10      | 0                | 0                | 0                | ―                     | ―                     | ―                     | 28    | 29    | 10      |
| Brentford F. C. Inglaterra | Total club    | Total club    | 28    | 29    | 10      | 0                | 0                | 0                | 0                     | 0                     | 0                     | 28    | 29    | 10      |
| Arsenal F. C. Inglaterra   | 1.ª           | 2010-11       | 15    | 19    | 6       | 7                | 5                | 3                | 2                     | 1                     | 1                     | 24    | 25    | 10      |
| Arsenal F. C. Inglaterra   | 1.ª           | 2011-12       | 38    | 49    | 13      | 1                | 0                | 1                | 9                     | 8                     | 4                     | 48    | 57    | 18      |
| Arsenal F. C. Inglaterra   | 1.ª           | 2012-13       | 25    | 24    | 10      | 5                | 6                | 1                | 3                     | 5                     | 1                     | 33    | 35    | 12      |
| Arsenal F. C. Inglaterra   | 1.ª           | 2013-14       | 37    | 41    | 16      | 0                | 0                | 0                | 9                     | 5                     | 5                     | 46    | 46    | 21      |
| Arsenal F. C. Inglaterra   | 1.ª           | 2014-15       | 17    | 21    | 3       | 6                | 4                | 3                | 6                     | 6                     | 2                     | 29    | 31    | 8       |
| Arsenal F. C. Inglaterra   | Total club    | Total club    | 132   | 154   | 48      | 20               | 15               | 9                | 29                    | 25                    | 13                    | 181   | 194   | 70      |
| A. S. Roma · Italia        | 1.ª           | 2015-16       | 34    | 34    | 8       | 0                | 0                | 0                | 8                     | 20                    | 1                     | 42    | 54    | 9       |
| A. S. Roma · Italia        | 1.ª           | 2016-17       | 38    | 38    | 14      | 0                | 0                | 0                | 1                     | 3                     | 0                     | 39    | 41    | 14      |
| A. S. Roma · Italia        | Total club    | Total club    | 72    | 72    | 22      | 0                | 0                | 0                | 9                     | 23                    | 1                     | 81    | 95    | 23      |
| Juventus de Turín · Italia | 1.ª           | 2017-18       | 17    | 9     | 11      | 2                | 0                | 2                | 2                     | 1                     | 1                     | 21    | 10    | 14      |
| Juventus de Turín · Italia | 1.ª           | 2018-19       | 28    | 20    | 11      | 3                | 3                | 2                | 10                    | 9                     | 5                     | 41    | 32    | 18      |
| Juventus de Turín · Italia | 1.ª           | 2019-20       | 29    | 33    | 11      | 1                | 3                | 0                | 7                     | 6                     | 2                     | 37    | 42    | 13      |
| Juventus de Turín · Italia | 1.ª           | 2020-21       | 30    | 32    | 6       | 1                | 0                | 1                | 7                     | 8                     | 2                     | 38    | 40    | 9       |
| Juventus de Turín · Italia | 1.ª           | 2021-22       | 33    | 29    | 12      | 0                | 0                | 0                | 7                     | 10                    | 3                     | 40    | 39    | 15      |
| Juventus de Turín · Italia | 1.ª           | 2022-23       | 28    | 26    | 15      | 0                | 0                | 0                | 12                    | 14                    | 4                     | 40    | 40    | 19      |
| Juventus de Turín · Italia | 1.ª           | 2023-24       | 35    | 30    | 15      | 0                | 0                | 0                | —                     | —                     | —                     | 35    | 30    | 15      |
| Juventus de Turín · Italia | Total club    | Total club    | 200   | 179   | 81      | 7                | 6                | 5                | 45                    | 48                    | 16                    | 252   | 233   | 102     |
| F. C. Barcelona · España   | 1.ª           | 2024-25       | 15    | 12    | 8       | 7                | 7                | 4                | 8                     | 17                    | 2                     | 30    | 36    | 14      |
| F. C. Barcelona · España   | 1.ª           | 2025-26       | 0     | 0     | 0       | 0                | 0                | 0                | 0                     | 0                     | 0                     | 0     | 0     | 0       |
| F. C. Barcelona · España   | Total club    | Total club    | 15    | 12    | 8       | 7                | 7                | 4                | 8                     | 17                    | 2                     | 30    | 36    | 14      |
| Total carrera              | Total carrera | Total carrera | 447   | 446   | 169     | 34               | 28               | 18               | 91                    | 113                   | 32                    | 572   | 587   | 219     |
| 1. 2. 3.                   |               |               |       |       |         |                  |                  |                  |                       |                       |                       |       |       |         |

## Palmarés

### Campeonatos nacionales
| Título                     | Club            | País       | Año     |
| -------------------------- | --------------- | ---------- | ------- |
| FA Cup                     | Arsenal F. C.   | Inglaterra | 2013-14 |
| Community Shield           | Arsenal F. C.   | Inglaterra | 2014    |
| FA Cup                     | Arsenal F. C.   | Inglaterra | 2014-15 |
| Copa Italia                | Juventus F. C.  | Italia     | 2017-18 |
| Serie A                    | Juventus F. C.  | Italia     | 2017-18 |
| Serie A                    | Juventus F. C.  | Italia     | 2018-19 |
| Supercopa de Italia        | Juventus F. C.  | Italia     | 2018    |
| Serie A                    | Juventus F. C.  | Italia     | 2019-20 |
| Supercopa de Italia        | Juventus F. C.  | Italia     | 2020    |
| Copa Italia                | Juventus F. C.  | Italia     | 2020-21 |
| Copa Italia                | Juventus F. C.  | Italia     | 2023-24 |
| Supercopa de España        | F. C. Barcelona | España     | 2025    |
| Copa del Rey               | F. C. Barcelona | España     | 2024-25 |
| Primera División de España | F. C. Barcelona | España     | 2024-25 |

### Distinciones individuales
| Distinción                         | Año                  |
| ---------------------------------- | -------------------- |
| Guante de Oro de la Premier League | 2014                 |
| Mejor arquero de la Serie A        | 2020[cita requerida] |